# 三村智保
三村 智保（みむら ともやす、1969年7月4日 - ）は、日本棋院東京本院所属の囲碁棋士。九段。福岡県北九州市出身、千葉県育ち。藤沢秀行名誉棋聖門下。妻は三村芳織三段（智保は再婚）。巻幡多栄子四段は元妻。門下に茂呂有紗初段、近藤登志希初段。

## 略歴
アマチュア二段の父をみて、6歳で囲碁を始める。1980年、千葉市立みつわ台北小学校5年生の時に、この年から始まった少年少女囲碁大会で千葉県代表として全国大会に進み7位入賞。翌年も千葉市立草野小学校6年生で出場し6位に入賞。1982年、千葉市立草野中学校1年で少年少女囲碁大会中学生の部に出場し、最年少優勝を果たす。その後院生となる。15歳から藤沢秀行の勉強会に参加。
森田道博、高尾紳路とともに、当初囲碁ライターの田岡敬一に師事。その後、三名とも藤沢秀行門下となる。
1986年入段。三村は入段とともに、正式に藤沢の弟子となる。
1988年には棋道賞新人賞を受賞。
1990年、21歳で名人戦リーグに初参加。一次予選（現在の予選Cに相当）から勝ち上がってリーグ入りしたのは、加藤正夫（本因坊リーグ、1967年）とこの時の三村のみである。
1994年及び1995年と新人王戦を2連覇。1999年には新鋭トーナメント戦に優勝した。
2000年九段へ昇段。2001年棋聖戦リーグ入り。2003年NHK杯を初制覇、さらにその後行われたテレビ囲碁アジア選手権戦でも李昌鎬を下して準優勝と活躍した。2003年、初の本因坊リーグ入りを果たし、プレーオフ進出。
2009年1月1日、向井芳織と結婚。2010年1月20日、男児が誕生。同年本因坊リーグに復帰。2012年1月19日、双子（男児）が誕生。2014年11月22日、妻の三村芳織とのペアで日本棋院90周年記念非公式戦「夫婦棋士囲碁トーナメント戦」準優勝。

## 人物
妻は三村芳織で、巻幡多栄子は元妻。5人の子どもを持つ。
2004年からは子ども教室「市川こども囲碁道場」を主宰。道場出身の棋士に、前述の茂呂有紗・近藤登志希や、大西研也がいる。
かねてより自身の対局や各棋戦の情報、詰碁の問題などを自身のブログで掲載している。また、2018年ごろからはYouTubeでの動画投稿も行っている（外部リンク参照）。2016年10月 - 翌年3月には、NHKの囲碁番組「囲碁フォーカス」の講師を務めた。

## 棋歴

### 獲得タイトル
通算獲得タイトル 4
- 新人王戦 2期（第19 - 20期）
- 新鋭トーナメント戦 1期（第29期）
- NHK杯 1期（第50回）

### 主な戦績
- 2004年 本因坊戦挑戦者決定プレーオフ進出
- 棋聖戦リーグ6期・名人リーグ3期・本因坊リーグ3期
- 1994年 NEC俊英囲碁トーナメント戦準優勝
- 2004年 NECカップ囲碁トーナメント戦準優勝
- 2014年 日本棋院90周年記念の非公式戦「夫婦棋士囲碁トーナメント戦」準優勝（三村芳織とのペア）

### 受賞歴
- 棋道賞新人賞（1998年）
- 棋道賞勝率第1位賞（2001年）

### 昇段履歴
- 1986年 入段、同年二段
- 1987年 三段
- 1988年 四段
- 1989年 五段
- 1991年 六段
- 1993年 七段
- 1998年 八段
- 2000年 九段

## 著書
- 石の形 矯正トレーニング ～プロの感覚に近づく135題～
- 三村流 厚みの法則
- 三村流 布石の虎の巻 ~攻めの布石で主導権を握る~
- 捨て石 集中講義 ～すぐに身につくプロの常識～
- 石の形 集中講義　（以上毎日コミュニケーションズ）
- 三村智保の読みに強くなる秘訣（NHK出版）